# اونزبورگ
اونزبورگ (به آلمانی: Unseburg) یک منطقهٔ مسکونی در آلمان است که در بورداوه واقع شده‌است. اونزبورگ ۱٬۲۷۴ نفر جمعیت دارد.